# Microlophus habelii
Microlophus habelii is een hagedis uit de familie kielstaartleguaanachtigen (Tropiduridae).

## Naam en indeling
De wetenschappelijke naam van de soort werd voor het eerst voorgesteld door Franz Steindachner in 1876. Oorspronkelijk werd de wetenschappelijke naam Tropidurus (Craniopeltis) habelii gebruikt. De soortaanduiding habelii is een eerbetoon aan de Duits-Amerikaanse natuuronderzoeker Simeon Habel.

## Verspreiding en habitat
Microlophus habelii komt voor in delen van noordelijk Zuid-Amerika in Ecuador op de Galapagoseilanden. De hagedis leeft endemisch van het noordelijke eiland Marchena. Deze hagedis leeft in graslanden en gebieden met rotsen en droog struikgewas. In het westelijke deel van de Galapagoseilanden komt de verwante Microlophus albemarlensis voor.

## Beschermingsstatus
Door de internationale natuurbeschermingsorganisatie IUCN is de beschermingsstatus 'veilig' toegewezen (Least Concern of LC).